# Jukenpo
Le Jūkenpo (柔拳法, jūkenpo ou aussi jūkempo) est un art martial japonais. On peut traduire son nom en « méthode du poing souple » ou « boxe souple ».

## Histoire
Il semble que le Jukenpo puise ses origines dans une combinaison de Jūjutsu, les principes d'Aikinojutsu et la boxe chinoise. C'était l'un des arts de combat utilisé par les cavaliers pour désarçonner leur adversaire et pour le combat rapproché.
Lorsque le Jukempo devint tactiquement moins intéressant, il se mua en méthode de combat au sol.

## Le Jukenpo actuel
Le Jukenpo fait partie du Takeda Ryu Nakamura Ha Sobudo  et est considéré comme un complément de l'Aïkido enseigné par cette école. Les frappes de Jukenpo sont utilisées pour distraire l'opposant avant une action décisive telle qu'un coupe au sabre, une projection ou une luxation.
La combinaison d'Aïkido et du Jukenpo est souvent nommée Jūjutsu Kenpo (柔術拳法).

### Aspects techniques
Le Jukenpo fait appel à des frappes, des projections, des clés et des étranglements. Étant un descendant des boxes chinoises, les coups de poing et de pied sont fondamentaux dans cet art.
Les coups de poing basiques sont :
- Tate Ken Tate Uchi : frappe en « marteau » au sommet de la fontanelle.
- Tate Ken Yoko Uchi : frappe en « marteau » à la tempe.
- Tate Ken Gyaku Yoko Uchi : frappe de revers en « marteau » à la tempe.
- Tate Ken Yoko Uchi : frappe en « marteau » aux côtes flottantes.
- Tate Ken Gyaku Yoko Uchi Chudan : frappe de revers en « marteau » aux côtes flottantes.
- Tate Ken Jodan Tsuki : coup de poing direct au visage avec la main en position verticale.
- Tate Ken Chudan Tsuki : coup de poing direct à l'abdomen avec la main en position verticale.
- Yoko Ken Jodan Tsuki : coup de poing direct au visage avec la main en position horizontale.
- Yoko Ken Chudan Tuski : coup de poing direct à l'abdomen avec la main en position horizontale.
- Yoko Ken Yoko Uchi : coup de poing à la tempe, semblable au crochet en boxe anglaise.
- Yoko Ken Age Uchi : coup de poing remontant, au menton, semblable à l'uppercut.
- Uraken Mukae Uchi : coup de poing donné avec le dos de la main sur la base du nez ou le sommet du crâne.
- Uraken Age Uchi : coup de poing de revers à la base du maxillaire inférieur.

Les coups de pied de base sont :
- Ate Geri Chudan : coup de pied fouetté à l'abdomen.
- Harai Geri Gedan : coup de pied latéral au genou.
- Harai Geri Chudan : coup de pied latéral aux côtes.
- Ori Geri Gedan : coup de pied chassé au niveau du genou.
- Ori Geri Chudan : coup de pied chassé à l'abdomen.

Il existe d'autres frappes telles que Higi Uchi (coup de coude), Hiza Geri (coup de genou) qui ne font pas partie des techniques de base et sont considérées comme Koryu Waza (techniques anciennes).  
Le Jukenpo repose sur la décontraction des mouvements pour accroître la vitesse et permettre des enchaînements plus rapides. La tension musculaire existe uniquement au moment de l'impact. Ce principe est en totale opposition avec le concept « un coup, une vie » du karaté.

### Methodes pédagogiques
Les Kihon Waza (techniques de base) sont conçues pour l'acquisition des principes de base des techniques. La première approche est la répétition des frappes et des parades seules. De manière à améliorer les bases, les techniques sont ensuite exécutées avec un partenaire. L'un des partenaires prend le rôle d'attaquant et l'autre celui du défenseur. Cet entraînement est préétabli et conventionnel.
Par après, l'entraînement se concentre sur les Kaeshi Waza (contre-attaques) pour développer les sensations du Sen no Sen. Ces exercices visent à contrer l'attaquant exactement au moment où il prend l'initiative.
Au niveau intermédiaire, les Kumite Randori (combats libres avec partenaire) sont effectués sous les formes Ju Ippon Kumite (combat libre souple sur une frappe unique) et Ju Kumite (combat libre souple). Le Shiai Kumite est une autre partie de l'apprentissage. Shiai Kumite est une manière de s'entraîner aussi proche que possible du combat réel. Les combattants portent au minimum des mitaines rembourrées, des protège-pieds et un protège-dents pour éviter les blessures.
Le niveau le plus élevé et le plus avancé de technique est le Koryū Waza. Les Koryū Waza sont les techniques antiques, créées pour avoir une efficacité maximale et un maximum de dommages avec un effort minimal. Elles sont nées sur les champs de bataille.